# ㅖ
Cette page contient des caractères spéciaux ou non latins. S’ils s’affichent mal (▯, ?, etc.), consultez la page d’aide Unicode.
ㅖ est un jamo du hangeul, l'alphabet utilisé pour transcrire le coréen.

## Représentation informatique
- Unicode :
  - ㅖ : U+3156[1]
  - ᅨ : U+1168